# Jablanov cvetožer
Jablanov cvetožer (znanstveno ime Anthonomus pomorum) je hrošček iz družine pravih rilčkarjev, ki velja za škodljivca, saj njegove ličinke napadajo cvetove jablan.

## Opis
Odrasla žival doseže v dolžino do 6 mm, letati pa začne v marcu. Odrasli hrošči so sivo rjavi in imajo na pokrovkah svetlo prečno liso. Škodo na cvetovih jablan delajo predvsem ličinke hroščev, čeprav mlade nabrekle brste objedajo tudi odrasle živali. Samice odložijo jajčeca v luknjice brstov, ki so jih naredile med hranjenjem. Iz teh jajčec se čez 5 do 10 dni izležejo gosenice, ki izjedajo notranjost cveta. Hranijo se s pestiči in prašniki, v zadnji fazi pa objedajo tudi plodnico. Samica odloži v vsak cvet le po 1 jajčece, skupaj pa odloži od 80 do 100 jajčec. Prezimujejo odrasle žuželke, ki zimo preživijo pod lubjem ali med odpadlim listjem v gozdovih ali grmovju. V sadovnjake se vrnejo spomladi, tik pred cvetenjem sadnega drevja.